# Андріяшев Олександр Михайлович
Олекса́ндр Миха́йлович Андрія́шев (20 серпня (1 вересня) 1863, Чернігів — 8 лютого 1933, Київ) — український історик, архівіст, археограф, джерелознавець. Учень Володимира Антоновича. Член Історичного товариства Нестора-літописця. Почесний член «Новгородского общества любителей древностей».

## Життєпис
Народився 20 серпня (1 вересня) 1863 року в Чернігові. 1886 року закінчив історико-філологічний факультет Київського університету. За дисертацію «Очерк истории Волынской земли до конца XIV ст.» нагороджений золотою медаллю та премією імені Миколи Пирогова Київського університету.
У 1886—1903 роках працював в архівах міст Ревеля (нині Таллінн, Естонія) та Риги (нині столиця Латвії). У 1903—1905 роках прослухав курс Археологічного інституту в Санкт-Петербурзі. Потім працював у Петербурзькій археологічній комісії, досліджував історію Новгорода Великого. Учасник XV (Новгород, 1911) та XVI (Москва, 1913) археологічних з'їздів.
Від 1917 року — учений-архівіст Київського центрального архіву давніх актів. У 1920-х роках — дійсний член Археографічної комісії при АН СРСР у Ленінграді (нині Санкт-Петербург) та Археографічної комісії при ВУАН, співпрацівник Історико-географічної комісії при ВУАН, керівник Комісії старої історії України при ВУАН (1928—1930), редактор Комісії зі складання біографічного словника діячів України.
Помер 8 лютого 1933 року. Похований в Києві на Лук'янівському цвинтарі (ділянка № 10).

## Праці
Автор праць з історії колонізації українських земель до початку 16 століття, низки статей з історії Новгорода, архівознавства, джерелознавства.
- Очерк истории Волынской земли до конца XIV ст. — К., 1887.
- Нарис історії колонізації Київської землі до кінця XV століття // Київ та його околиця в історії і пам'ятках. — К., 1926.
- Нарис історії колонізації Сіверської землі до початку XVI ст. // Записки історично-філологічного відділу ВУАН. — 1928. — Книга 20.
- Центральний архів стародавніх актів у Києві. — K., 1929.
- Нарис історії колонізації Переяславської землі до початку XVI в. [Архівовано 23 листопада 2018 у Wayback Machine.] // Записки історично-філологічного відділу ВУАН. — 1931. — Книга 26.
- Літописне Болохово і Болоховські князі [Архівовано 23 листопада 2018 у Wayback Machine.] // Науковий збірник за рік 1929 (1929)